# Rómulo O'Farrill Jr.
Rómulo Antonio O'Farrill, Jr. (Puebla, 15 de diciembre de 1917 - Ciudad de México, el 18 de mayo de 2006) fue un empresario mexicano de medios de comunicación quien por su labor y por su antigua ascendencia irlandesa fue nombrado Cónsul Honorario de Irlanda en México durante 20 años. Hijo de Rómulo O'Farrill Silva (1897-1981), quien fue fundador de medios de comunicación, filántropo, empresario del ramo automovilístico y deportista.

## Origen y trayectoria
El apellido O'Farrill tuvo su origen en Irlanda y por razones que aún se especulan llegó hasta la ciudad de Puebla hacia finales del siglo XVIII. Ròmulo O'Farril Jr. es miembro de séptima generación en México de dicho apellido, creció en la Ciudad de México. En 1933 fue enviado a estudiar al Saint Anselm College, una escuela dirigida por monjes benedictinos en Manchester, Nueva Hampshire, donde aprendió el idioma inglés y se graduó en 1937. Más tarde se licenció del Instituto de Negocios de Detroit.
En 1949 Rómulo O'Farrill, Jr. junto a su padre, obtuvieron la concesión por parte del gobierno mexicano para la apertura del canal 4 XHTV, el primer canal de televisión comercial de México. La primera transmisión televisiva fue hecha en julio de 1950 desde el Auditorio de la Lotería Nacional, y consistió en una programa de rifas para los subscriptores del diario Novedades de México (Romulo O'Farril Sr. adquirió y dirigió este rotativo). El primer evento deportivo televisado, una corrida de toros, fue transmitido al siguiente día. El primer informe de gobierno televisado fue el del presidente Miguel Alemán Valdés el 1 de septiembre de 1950. La empresa de televisión de los O'Farrill posteriormente se fusionó con los canales 2 y 5 para formar Telesistema Mexicano, más tarde Televisa, empresa en la que Rómulo O'Farrill, Jr. fue más tarde presidente del consejo.
Junto a otro especialista de los medios de comunicación, Andrés García Lavín, en 1969 los O'Farrill fundaron una cadena de periódicos que distribuyeron el diario Novedades en los estados de Guerrero, Tabasco, Campeche, Yucatán y Quintana Roo. En 1950, lanzaron The News, el cual hasta su desaparición en diciembre de 2002, fue uno de los periódicos latinoamericanos en idioma inglés más distribuidos.
Rómulo O'Farrill, Jr. fue miembro de mesas directivas de corporaciones y bancos, incluyendo la RCA Víctor y Sears Roebuck de México. De 1962 a 1963 fue presidente de la Asociación de Prensa Inter-Americana. Fue miembro del Consejo Mexicano de Hombres de Negocios y cónsul honorario de Irlanda en México por más de veinte años. O'Farrill, Jr. y sus diversificadas empresas mantuvieron una cercana relación con el gobierno de México y la élite del Partido Acción Nacional (PAN).
Como parte de su actividad filantrópica, en 1985 fundó la Fundación Mexicana para la Salud, junto con otros empresarios mexicanos que tuvieron la responsabilidad social, compromiso y solidaridad para generar una inversión social a largo plazo que contribuyera a mejorar la calidad de vida de los mexicanos.
Rómulo O'Farrill JR. estuvo casado con Hilda Ávila Camacho, la hija mayor de Maximino Ávila Camacho, también sobrina del que fuera presidente de México Manuel Ávila Camacho.
Después de una larga enfermedad, Rómulo O'Farrill, Jr. murió el 18 de mayo de 2006 en la Ciudad de México.